# تحليل سلوكي لنمو لطفل
ينشأ التحليل السلوكي لنمو الطفل من المدرسة السلوكية لجون واطسون. درس واطسون نمو الطفل بالنظر بشكل خاص إلى النمو من خلال التكييف (انظر تجربة ألبرت الصغير)، وقد ساعد في إضفاء منظور علمي طبيعي على علم النفس لدى الأطفال من خلال استخدام أساليب بحثية موضوعية تستند إلى سلوك قابل للملاحظة والقياس. وسع بورهوس فريدريك سكينر هذا النموذج ليغطي الإشراط الاستثابي والسلوك اللفظي، ليصبح سكينر بعد ذلك قادراً على أن يركز في طرائقه البحثية على الأحاسيس وعلى كيفية قدرة العواطف على تشكيل مادة تفاعلية مع البيئة. كان سيدني بيجو أول من استخدم هذا النموذج المنهجي على نطاق واسع مع الأطفال.

## لمحة تاريخية
شغل سيدني بيجو في عام 1948، منصب أستاذ مشارك في علم النفس في جامعة واشنطن، وعمل مديراً لمعهد تنمية الطفل في الجامعة. أضاف المعهد تحت رئاسته عيادة لتنمية الطفل وفصولاً دراسية في دور الحضانة ومختبراً للأبحاث، وبدأ بيجو العمل مع دونالد باير في قسم التنمية البشرية والحياة الأسرية في جامعة كانساس، من خلال تطبيق مبادئ التحليل السلوكي على نمو الطفل في مجال يُشار إليه باسم «نمو السلوك» أو «تحليل سلوك نمو الطفل». تبنى نموذج بيجو وباير النهج السلوكي لكل من سكينر وكانتور، فقد ابتكرا نموذجاً مؤلفاً من ثلاث مراحل للتنمية (على سبيل المثال: أساسي وتأسيسي ومجتمعي). نظر بيجو وباير في هذه المراحل المحددة اجتماعياً بدلاً من تنظيم السلوك في نقاط التغيير أو الأعتاب (الأعتاب السلوكية). يُعتبر التطور تغييراً سلوكياً في النموذج السلوكي، ويعتمد على نوع التحفيز ووظيفة الفرد السلوكية والتعليمية، كما يأخذ تحليل السلوك في نمو الطفل منهجاً آلياً وسياقياً وعملياً.
ركز النموذج السلوكي منذ بدايته على التنبؤ بالعملية التنموية والتحكم فيها، إذ يركز هذا النموذج على تحليل السلوك من ثم يجمع العمل لدعم السلوك الأصلي. تغير النموذج بعد دراسة ريتشارد ج. هيرنستين لقانون التوافق في سلوك الاختيار الذي طورته دراسة التعزيز في البيئة الطبيعية. ركز النموذج بشكل أكبر في الآونة الأخيرة على السلوك مع مرور الوقت وعلى الطريقة التي تصبح من خلالها الاستجابات السلوكية متكررة، كما أصبح مهتماً بكيفية اختيار السلوك مع الوقت وبأشكاله خلال أنماط مستمرة من الاستجابة، وكتب بيليز تاريخاً مفصلاً لهذا النموذج. قدم هنري د. شلينغر الابن في عام 1995، أول نص تحليلي للسلوك منذ أن أظهر كل من بيجو وباير بشكل شامل كيفية الاستخدام التحليلي للسلوك -وهو نهج العلوم الطبيعية في السلوك البشري- لفهم البحوث القائمة في مجال تنمية الطفل. بالإضافة إلى ذلك، يعد نموذج التنمية السلوكية الكمية من قبل كومنز وميلر، أول نظرية سلوكية وبحثية تتناول فكرة مماثلة للمرحلة.

## الأساليب البحثية
تستند الطرق المستخدمة لتحليل سلوك الطفل في تنمية الطفل إلى عدة أنواع من القياسات، منها البحث بموضوع واحد مع متابعة الدراسة الطولية وهو نهج شائع الاستخدام. تركز الأبحاث على دمج التصاميم ذات الموضوع الواحد من خلال تحليل التلوي لتحديد حجم تأثير العوامل السلوكية في التنمية. أصبح التحليل التسلسلي المتأخر شائعاً في تعقب دفق السلوك أثناء عمليات المراقبة، كما تزايد استخدام تصاميم المجموعات. تتضمن البحوث الإنشائية النموذجية نمذجة النمو الكامنة لتحديد المسارات التنموية ووضع نماذج للمعادلة الهيكلية. يُستخدم تحليل راش اليوم على نطاق واسع بهدف إظهار التسلسل في مسار النمو.
يعتبر استخدام طرق الملاحظة جنباً إلى جنب مع التحليل التسلسلي المتأخر من التغيرات المنهجية التي حصلت مؤخراً في نظرية التحليل السلوكي، والتي من شأنها أن تحدد التعزيز في البيئة الطبيعية.

### التطور السلوكي الكمي
يُعتبر نموذج التعقيد الهرمي نظرية تحليلية كمية للتنمية، ويقدم هذا النموذج تفسيراً لسبب اكتساب مهام معينة في وقت أبكر من غيرها من خلال التسلسل التنموي، ويعطي تفسيراً للمبادئ البيولوجية والثقافية والتنظيمية والفردية للأداء، كما يحدد ترتيب التعقيد الهرمي لمهمة ما استناداً إلى القياسات الصريحة والرياضية للسلوك.

## البحث

### الاتكالية وعدم اليقين والتعلق
يرتبط النموذج السلوكي للتعلق بدور عدم اليقين لدى الطفل وقدراته المحدودة على الاتصال. تلعب العلاقات الاتكالية دوراً أساسياً في نظرية التحليل السلوكي، لأن الكثير من التركيز ينصب على تلك الإجراءات التي تنتج عن استجابة الآباء.
يبدو أن أهمية الاتكالية تبرز في نظريات تنموية أخرى، إلا أن النموذج السلوكي يعترف بأنها يجب أن تتحدد من خلال عاملين، هما كفاءة العمل ومقارنة تلك الكفاءة بالمهام الأخرى التي يمكن أن يؤديها الرضيع في تلك المرحلة. يعمل كل من الرضيع والبالغين في بيئاتهم من خلال فهم هذه العلاقات الاتكالية، كما أظهرت الأبحاث أن هذه العلاقات ترضي عاطفياً كلا الطرفين.
أظهرت البحوث السلوكية منذ عام 1961، وجود علاقة بين استجابات الوالدين للانفصال عن الرضيع والنتائج في «حالة الشخص الغريب». شارك ستة أطفال في دراسة كلاسيكية عكسية في تقييم معدل اقتراب الرضيع إلى شخص غريب. إذا كان الانتباه يستند إلى تجنب الغريب، تجنب الرضيع الغريب، أما إذا انصب الاهتمام على طريقة اقتراب الرضيع، فإنه سيقترب من الغريب.
وجدت دراسات التحليل التلوي الحديثة لهذا النموذج من التعلق والتي تستند إلى الاتكالية، أثراً معتدلاً للاتكالية على التعلق، والذي زاد إلى حجم كبير عندما أُخذ التعزيز في عين الاعتبار. وبرزت بحوث أخرى عن الاتكالية وأثرها على تطور السلوك الاجتماعي الإيجابي والسلوك المعادي للمجتمع. يمكن أيضاً تعزيز هذه الآثار عن طريق تدريب الآباء على أن يصبحوا أكثر حساسية لسلوكيات الطفل، إذ تدعم الأبحاث التحليلية فكرة أن التعلق هو تعلم قائم على الاستثابة.
يمكن أن تتأثر حساسية الرضيع للاتكالية بالعوامل البيولوجية والتغيرات البيئية، إذ بينت الدراسات أن الوجود في بيئات غير منتظمة مع توافر عدد قليل من الاتكال، قد يسبب للطفل مشاكل في السلوك وقد يؤدي به إلى الاكتئاب، ولا تزال البحوث تنظر في آثار التعلق القائم على التعلم على التطور الأخلاقي. أظهرت بعض الدراسات أن الاستخدام الخاطئ للاتكالية من قبل الآباء في وقت مبكر من الحياة يمكن أن يؤدي إلى آثار مدمرة طويلة الأجل على الطفل.

### تنمية الذات
ابتكر روبرت كولينبرغ ومافيس تساي (1991) نموذجاً تحليلياً للسلوك يفسر تطور «الذات»، ويقترح نموذجهما أن العمليات اللفظية يمكن استخدامها لتشكيل شعور مستقر لمن نحن من خلال العمليات السلوكية مثل السيطرة على التحفيز. طور كولينبرغ العلاج النفسي التحليلي الوظيفي لعلاج الاضطرابات النفسية الناجمة عن الإبطال المتكرر لتصريحات الطفل بحيث لا تظهر «الأنا»، وتوجد نماذج تحليلية سلوكية أخرى لاضطرابات الشخصية. كما اتبعا التفاعل البيئي البيولوجي المعقد لتطوير اضطرابات الشخصية بغرض تجنبها أو الحد منها. وركزا على نظرية حساسية التعزيز، التي تنص على أن بعض الأفراد أكثر أو أقل حساسية للتعزيز من غيرهم. يرى نيلسون غراي أن أصناف الاستجابة الإشكالية يجري الحفاظ عليها من خلال تعزيز النتائج أو من خلال إدارة الحكم.

### السلوك المعرفي
يجري تعديل السيطرة المباشرة على الاعتمادية مع تقدم الأطفال في السن، من خلال سلوك تفرضه القواعد. إذ تعمل القواعد بصفتها عملية تأسيس وتعمل على إنشاء مرحلة تحفيزية فضلاً عن مرحلة تمييز السلوك. في حين أن حجم الآثار على التنمية الفكرية يكون أقل وضوحاً، يبدو أن التحفيز له تأثير تيسيري على القدرة الفكرية، وفي جميع الأحوال، من المهم التأكد من عدم الخلط بين التأثير المعزز والتأثير السببي الأولي. توجد بعض البيانات التي تبين أن الأطفال الذين يعانون من تأخر النمو يحتاجون إلى مزيد من التجارب التعليمية لاكتساب المواد.